# Experimentierklausel
Eine Experimentierklausel (teilweise auch: Experimentiergesetz) ist eine Rechtsnorm im Verwaltungsrecht, die es erlaubt, von einer grundsätzlich geltenden Regelung abzuweichen. Meist ist ein solches Gesetz zeitlich befristet. Oft handelt es sich um eine Verordnungs- oder um eine Satzungsermächtigung oder eine sonstige Öffnungsklausel für den Landesgesetzgeber oder für einen Verwaltungsträger, dem die Möglichkeit gegeben wird, einen Sachverhalt im Wege der untergesetzlichen Normsetzung auszugestalten. Der Zweck eines solchen Vorgehens besteht darin, Alternativen zum geltenden Recht, die ebenso gut zur Regelung eines Sachverhalts in Frage kommen würden, in der Praxis zu erproben. Nach dem Auslaufen der Experimentierklausel kann diese hinsichtlich ihrer Zweckmäßigkeit und ihres Nutzens mit der ansonsten geltenden Vorschrift verglichen und beurteilt werden. Daraus wiederum können im Wege der Evaluation Schlüsse für das weitere Gesetzgebungsverfahren gezogen werden. Wenn sich die Klausel bewährt, kann sie anstelle der bisher geltenden Regel gesetzt werden. Der Begriff der Experimentierklausel ist nicht verfassungsrechtlich definiert. Durch das Vorgehen werden Elemente des Experiments, wie es aus der empirischen Sozialforschung und der Psychologie teilweise bekannt ist, in die Gesetzgebung und in die Politik eingeführt.
Der Begriff der Experimentierklausel wird in der deutschsprachigen Literatur seit den späten 1960er Jahren verwendet. Die erste Experimentierklausel, die in größerem Umfang diskutiert wurde, war die Einführung der einstufigen Juristenausbildung in mehreren Bundesländern, die auf der Grundlage von § 5b DRiG in der Fassung vom 10. September 1971 erfolgt war. Ein weiteres Beispiel für eine Experimentierklausel war in neuerer Zeit die Errichtung kommunaler Jobcenter in den Optionskommunen als Träger der Grundsicherung für Arbeitssuchende anstelle gemeinsamer Arbeitsgemeinschaften mit der Bundesagentur für Arbeit nach § 6a SGB II (BGBl. I S. 2954, 2957 vom 24. Dezember 2003) im Zuge der sogenannten Hartz-Reformen. Zur Erprobung der Versorgungssicherheit in der Energiewende diente die SINTEG-Verordnung (SINTEG-V), die von 2017 bis 2022 in Kraft war.